# Gebmund
Gebmund († 693) war Bischof von Rochester. Er trat sein Amt 678 an und behielt es bis zu seinem Tod 693.
Er war an der Gesetzgebung Wihtreds des Königs von Kent beteiligt.